# Naváf al-Abid
Naváf al-Abid (angolul: Nawaf Al Abed, (arabul: نواف العابد); (Rijád, 1990. január 26. –) szaúd-arábiai labdarúgó, az el-Hilál középpályása. 2009. november 7-én olyan gólt szerzett, ami azóta is a világ talán leggyorsabb góljának tekinthető. Két másodperccel az Al-Shoalah elleni Faisal bin Fahad herceg-kupameccs kezdete után a középpályáról átemelte a labdát a kint álló kapus felett. Azonban a mérkőzést később érvénytelenítették, mert a második félidőben több mint 6 23 év feletti játékos lépett pályára a csapatban. Nawaf Al Abed hamarosan bejátszotta magát az első csapatba, a szélen vagy második csatárként többször is olyan kiváló teljesítményt nyújtott, mint az Al Ittihad ellen.